# 山城知佳子
山城 知佳子（やましろ ちかこ、1976年 - ）は、沖縄県出身の映像作家、美術家。写真、映像、パフォーマンス、インスタレーションによる作品を手掛ける。沖縄の歴史・地政学的状況と自身との関係や、東アジア地域の見過ごされた人々を題材に、「アイデンティティ、生と死の境界、歴史的記憶の移り変わり」を多く主題とする。

## 略歴
1972年の沖縄返還（本土復帰）から間もない1976年、沖縄県那覇市に生まれる。父は小説家の山城達雄、兄はFECオフィス創設者の山城達樹、FECオフィス社長の山城智二。
沖縄でしかできない表現を目指そうと沖縄県立芸術大学へ進学し油画を専攻する。1999年、沖縄の聖域とヨーロッパの古代遺跡とを比較したいという思いからイギリスに留学し、当時の沖縄美術界では実践する者がほとんどいなかったヴィデオ・アートやパフォーマンス作品に間近に触れる。帰国後の2002年沖縄県立芸術大学大学院造形芸術研究科環境造形専攻修了。
初期には、沖縄の精神性を体現する場所として、沖縄の墓に特有の「墓庭」に着目し、《墓庭の女》（2001年）、《OKINAWA 墓庭クラブ》（2003年）等を発表。
その後、地元の新聞社に「沖縄戦を知らない若い世代が、いかにその記憶を継承することができるか」というフォトエッセイの寄稿を依頼され、高齢者への聞き取りを行う。この時、他者の経験を継承することの困難さを実感し、以後「声」や「語り」を通した継承のありかたを作品の主題に据えるようになる。《あなたの声は私の喉を通った》（2009年）は、サイパンの戦いにおいて激戦の末に肉親が崖から飛び降りて命を断つのを見たという男性の語りを主題としている。山城は男性の語った内容を文字に起こし、男性の映像とシンクロするように声に出して読み上げる自身の姿を撮影し発表した。
2019年より東京芸術大学美術学部先端芸術表現科准教授。同2019年、沖縄北部の辺野古、伊江島、そして沖縄と同様に軍事基地問題を抱える韓国の済州島で撮影をした《土の人》を発表。「記憶／声の継承」という主題を沖縄以外の文脈にも派生させることで普遍性を帯びた3画面によるヴィデオ・インスタレーション作品で、山城の代表作のひとつ。
2021年、公立美術館初個展となる「山城知佳子 リフレーミング」を開催（東京都写真美術館）。また、この個展が2022年に芸術選奨新人賞を受賞
。
2025年より東京芸術大学大学院映像研究科メディア映像専攻教授。 
主な書籍に『循環する世界 山城知佳子の芸術』（2016年）、『Chikako Yamashiro』 （2012年、ともにユミコチバアソシエイツ刊）。

## 主要展覧会
- 2012年「森美術館MAMプロジェクト018：山城知佳子 個展」森美術館
- 2012年「アジアをつなぐ－境界を生きる女たち 1984-2012」福岡アジア美術館、沖縄県立博物館・美術館、栃木県立美術館、三重県立美術館
- 2015年「第8回アジア・パシフィック・ トリエンナーレ」クイーンズランド州立美術館（オーストラリア）
- 2016年「あいちトリエンナーレ2016：虹のキャラバンサライー創造する 人間の旅」旧明治屋栄ビル
- 2017年「KYOTOGRAPHIE 京都国際写真祭 2017」堀川御池ギャラリー
- 2018年「済州4・3事件70 周年祈念 ポストトラウマ」済州道立美術館（韓国）
- 2019年「話しているのは誰？現代美術に潜む文学」国立新美術館
- 2021年「山城知佳子 リフレーミング」東京都写真美術館

## 主要受賞歴
- 2005年「第1回倉敷現代アートビエンナーレ・西日本」優秀賞受賞
- 2017年「Asian Art Award 2017 supported by Warehouse TERRADA」大賞受賞
- 2018年「第64回オーバーハウゼン国際短編映画祭」ゾンタ賞受賞
- 2020年「Tokyo Contemporary Art Award 2020-2022」受賞
- 2020年「第31回タカシマヤ文化基金タカシマヤ美術賞」受賞
- 2022年「芸術選奨文部科学大臣新人賞」受賞[11]